# Túi sữa

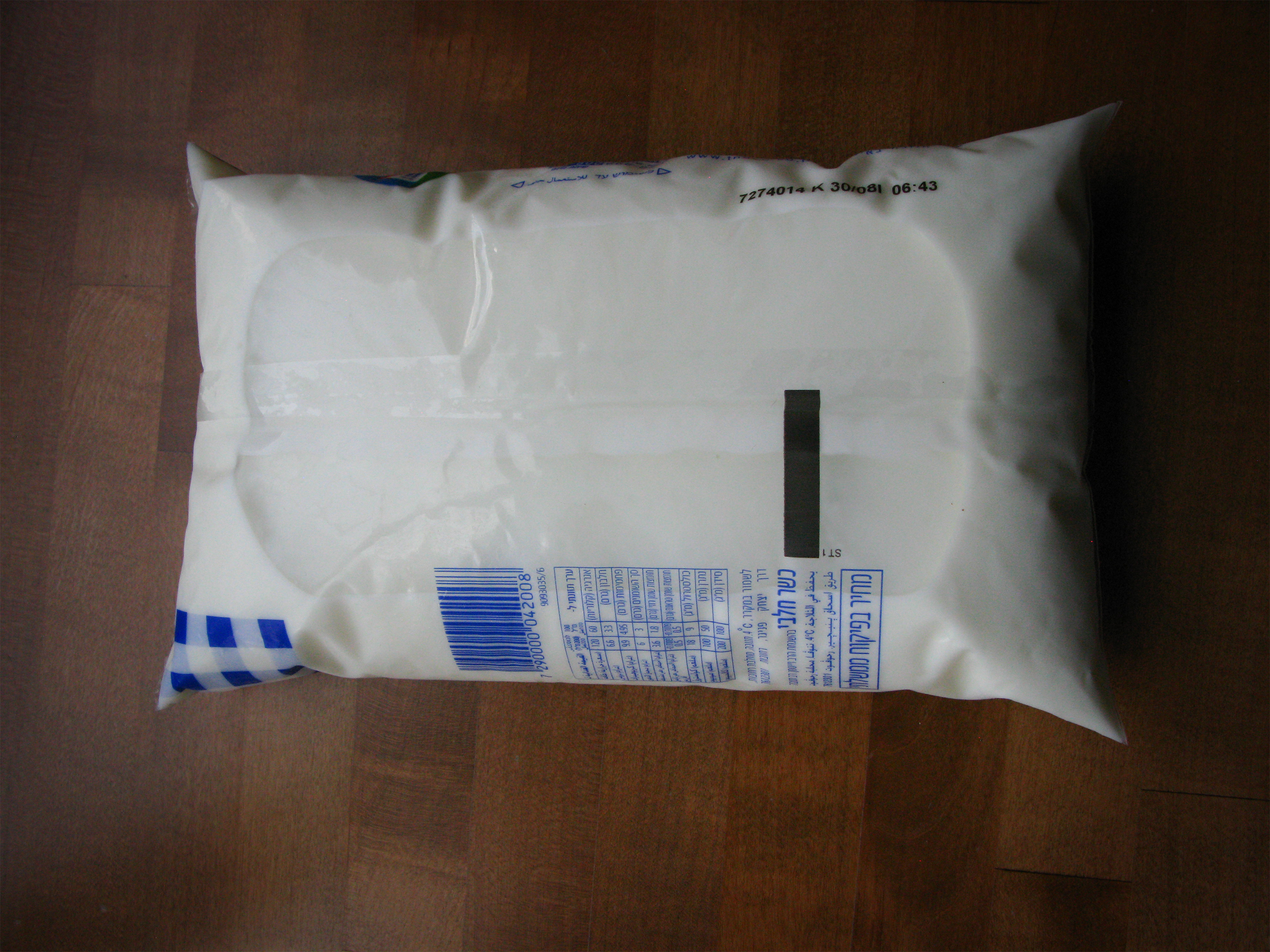
Một túi sữa

Túi đựng sữa hay gói sữa là các loại túi nhựa được sản xuất để sử dụng vào mục đích đựng sữa. Sữa thông thường được lưu trữ trong một cái túi với một trong các góc cắt để cho phép cho đổ sữa ra ngoài. Một túi sữa điển hình có chứa khoảng 1 ⅓ lít sữa.

## Tổng quan
Túi sữa phổ biến ở một số nước và vùng lãnh thổ trên thế giới như Châu Phi, New Zealand và Uruguay, nó cũng phổ biến ở Bulgaria và các nước vùng Balkan trong khối Liên Xô cũ, nhưng sự phổ biến của họ giảm sút trong những năm tiếp theo. Lý do sụt giảm trong khu vực này là do sự thịnh hành của các chai nhựa. Đối với người dân du mục thì túi sữa cũng là hình thức thông dụng, nó được làm bằng da súc vật, bên trong có chứa sữa, đầu vòi cố định.
Túi sữa cũng có một số hạn chế, đôi khi thủng hoặc vỡ vì nó yếu hơn so với bình sữa, và mỏng hơn. Khi đổ sữa ra khỏi túi thì miệng túi cũng có thể không theo ý muốn làm cho sữa tràn ra ngoài hay chảy vào tay. Thực ra rò rỉ có thể khắc phục được được bằng cách khoét một lỗ ở phía bên kia của túi và ép trên túi trong khi đổ, hoặc bằng cách sử dụng một bình có nắp đậy để giữ cho túi sữa tại chỗ.